# Złatna
Złatna ist eine Ortschaft mit einem Schulzenamt der Gemeinde Ujsoły im Powiat Żywiecki der Woiwodschaft Schlesien in Polen.

## Geographie
Der Ort liegt am Bach Bystra in den Saybuscher Beskiden (Beskid Żywiecki) unter Lipowski Wierch.

## Geschichte
Die Siedlung wurde wahrscheinlich im 16. Jahrhundert von den Walachen gegründet. Sie wurde im Jahre 1628 erstmals urkundlich erwähnt.
Bei der Ersten Teilung Polens kam Złatna 1772 zum neuen Königreich Galizien und Lodomerien der Habsburgermonarchie.
Im Jahre 1819 wurde im höheren Teil des Dorfes von Andrzej Wielopolski eine Glashütte gegründet, für deren Betrieb Fachleute aus Böhmen und Mähren angesiedelt wurden. Die Glashütte wurde im Jahre 1875 geschlossen.
Im Jahre 1900 hatte Złatna, ein Ortsteil der Gemeinde Ujsoły, 1068 Einwohner, davon 1063 polnischsprachig, 1 deutschsprachig, 1059 waren römisch-katholisch, 9 Juden.
1918, nach dem Ende des Ersten Weltkriegs und dem Zusammenbruch der k.u.k. Monarchie, kam Złatna zu Polen. Unterbrochen wurde dies nur durch die Besetzung Polens durch die Wehrmacht im Zweiten Weltkrieg. Es gehörte dann zum Landkreis Saybusch im Regierungsbezirk Kattowitz in der Provinz Schlesien (seit 1941 Provinz Oberschlesien).
Von 1975 bis 1998 gehörte Złatna zur Woiwodschaft Bielsko-Biała.

## Sehenswürdigkeiten
- Katholische Filialkirche, gebaut 1938 aus Holz
- Ruinen der Glashütte im Weiler Huta

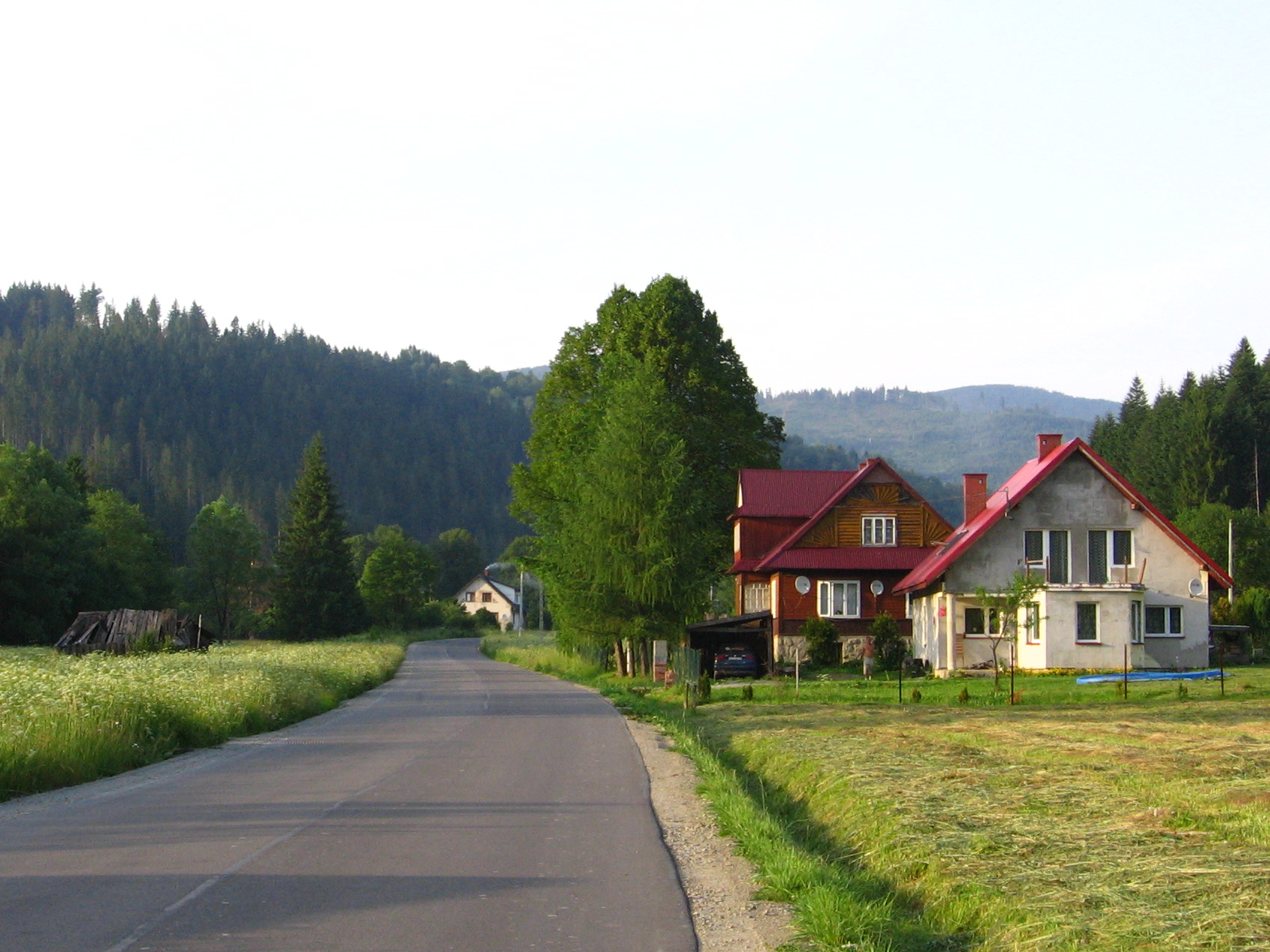
Straße durch das Dorf
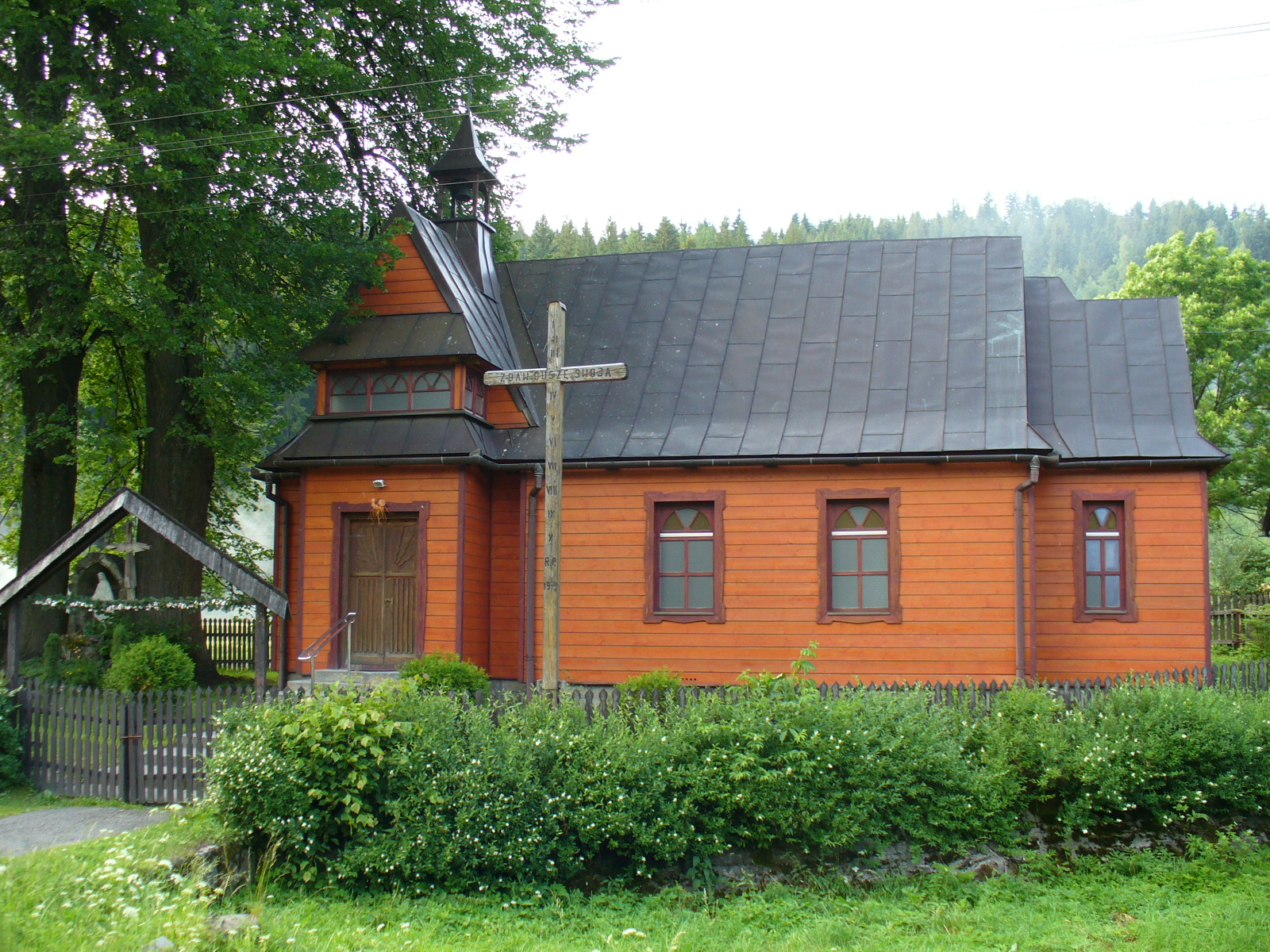
Holzkirche (gebaut 1938)
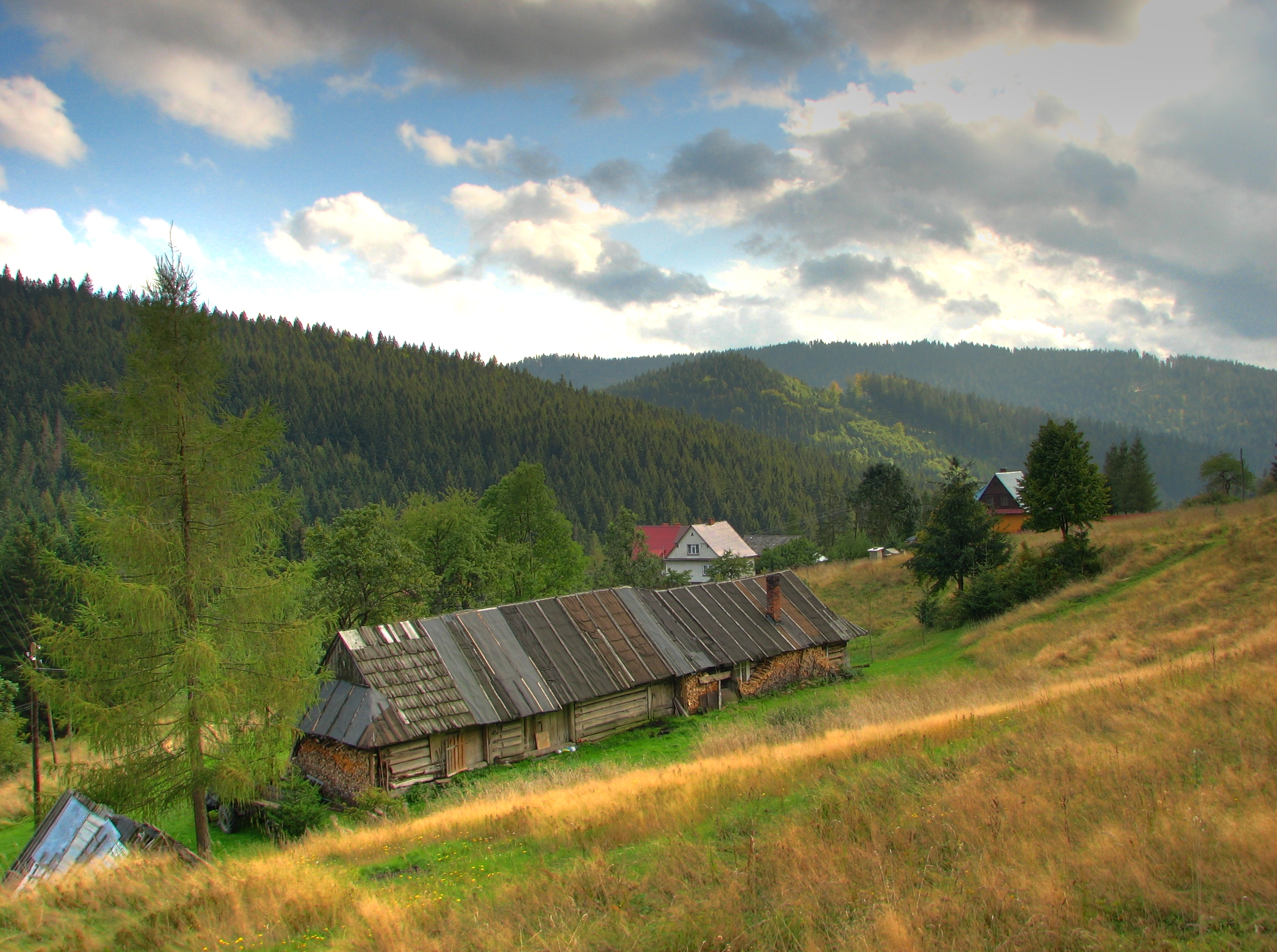
Weiler Huta